# رودولتس
رودولتس (به چکی: Rudolec) یک منطقهٔ مسکونی در جمهوری چک است که در ناحیه ژدار ناد سازاووو واقع شده‌است. رودولتس ۹٫۳۷ کیلومتر مربع مساحت و ۲۰۷ نفر جمعیت دارد و ۶۱۷ متر بالاتر از سطح دریا واقع شده‌است.